# Stenosmicra exilis
Stenosmicra exilis är en stekelart som beskrevs av Boucek och Gérard Delvare 1992. Stenosmicra exilis ingår i släktet Stenosmicra och familjen bredlårsteklar.
Artens utbredningsområde är Costa Rica. Inga underarter finns listade i Catalogue of Life.